# Бениш, Авраам
Авраам Бениш (род. в 1811 г. в Дрозау (Богемия) — умер в 1878 г. в Горнзей-Райсе (близ Лондона) — чешский сионист, эмигрировавший в Лондон, гебраист (переводчик Библии на английский) и журналист.

## Биография
Ещё будучи студентом в Праге, Бениш вместе с Альбертом Лёви и Штейншнейдером стал мечтать о возрождении еврейского народа в Палестине. Перейдя в Венский университет, Бениш организовал студенческую группу для практического проведения своего плана, вербуя сторонников в различных заграничных университетах. С ростом общества для устройства независимости евреев в Палестине Бениш стал возлагать надежды на Лондон, где, по его мнению, особенно легко было добиться осуществления плана. Однако там он встретил очень мало сочувствия и, разочарованный, совершенно отказался от палестинской агитации, посвятив себя журналистике и науке.
Дебютировал Бениш статьями против перехода евреев в христианство; статьи имели значительный успех не только среди евреев, но и у христиан. В 1854 году Бениш стал издателем «The Jewish Chronicle»; в 1869 году, с образованием издательского общества, вошёл в него, как один из директоров. Его перу принадлежат в газете почти все наиболее важные передовые статьи, и в течение свыше 20 лет он проводил свои взгляды в духе борьбы с крайней ортодоксией.
Как общественный деятель, играл весьма видную роль, будучи основателем нескольких просветительных обществ; он был в числе лиц, которые стояли во главе «Biblical Institute», «Syro-egyptian Society» и «Biblical Chronological Society».
При возникновении в 1860 году «Всемирного еврейского союза», предался своим старым палестинским идеалам и стал мечтать об использовании общества в этом направлении; однако пришлось разочароваться. С образованием Англо-еврейского общества, принял в нём активное участие, видя здесь до известной степени некоторое осуществление своих юношеских идеалов.

## Труды
- Многочисленные статьи в «Jewish Chronicle»[3].
- «Judaism surveyed, being sketch of the rise and development of jud. from Moses to our days» (1874);
- «Why I should remain а Jew; Two lectures on the life and writings of Maimonides» (1874);
- английский перевод Библии (с еврейским текстом), 1851;
- исследование «Colenso’s criticism of the Pentateuch and Joshua» (1863);
- «Elementary Hebrew grammar» (1852);
- «Manual of Scripture history» (1853)[3].